# Graveyard
Graveyard är ett svenskt rockband bildat 2006 i Göteborg. 

## Historik
En kort period sedan bandet bildats spelades en tvåspårsdemo in. De hade tre spelningar och började planera för ett fullängdsalbum. Samtidigt laddade de upp en del av sitt material på MySpace där Tony Presedo, grundare av TeePee Records upptäckte dem. Deras första album spelades in av Don Ahlsterberg och fick namnet Graveyard. När skivan slutförts lämnade Truls Mörck bandet och ersattes av Jonatan Larocca-Ramm. Albumet släpptes den 18 september 2007. Debutalbumet fick på det hela taget god kritik. År 2008 uppträdde bandet på festivalen South by Southwest. Efter deras framträdande på South by Southwest presenterades bandet i Rolling Stone Magazines Fricke's Picks.
21 januari 2012 fick gruppen pris för albumet Hisingen Blues på P3 Guld-galan, för bästa album i klassen "Rock/Metal" 2011. 14 februari 2012 fick de även en Grammis för albumet Hisingen Blues i klassen "Årets hårdrock" 2011.
I juni 2012 lanserades en öl som bandet själva tagit fram; Graveyard - Hisingen Brew.
Bandet fick pris för Lights Out som 2012 års bästa album i klassen "Hårdrock/metall" vid Grammisgalan 2013.
2014 meddelade bandet via Facebook att Rikard Edlund lämnar bandet.
Den 25 september 2015 släppte Graveyard sitt fjärde album "Innocence & decadence". I samband med inspelningen av albumet var den tidigare medlemmen Truls Mörck tillbaka för att ersätta Rikard Edlund på bas.
Den 23 september 2016 meddelade bandet via sin Facebook-sida att de lägger ner bandet.
Den 26 januari 2017 meddelade bandet att de kommer att spela tillsammans igen och att Axel Sjöberg lämnar bandet.

### Mottagande
Recensenten Elin Unnes skriver 2011 att "för att förstå Graveyard är det helt nödvändigt att se dem live ... När ljuset glittrar i det strömlinjeformade mönstret och gitarrerna ritar ömsom försiktiga, ömsom extatiska figurer står tiden stilla, och under den dryga timme som bandet ylar, svettas och gungar in och ut ur den våldsamma rytmen verkar universums expansion stanna av för ett ögonblick ... att se Graveyard är en helt igenom psykedelisk upplevelse".

## Medlemmar
Nuvarande medlemmar
- Joakim Nilsson – sång, gitarr (2006–2016, 2017–)
- Jonatan Larocca-Ramm – gitarr (2007–2016, 2017–)
- Truls Mörck – gitarr (2006–2007) basgitarr, sång (2015–2016, 2017–)
- Oskar Bergenheim – trummor (2017–)

Tidigare medlemmar
- Rikard Edlund – basgitarr (2006–2014)
- Axel Sjöberg – trummor (2006–2016)

### Bilder

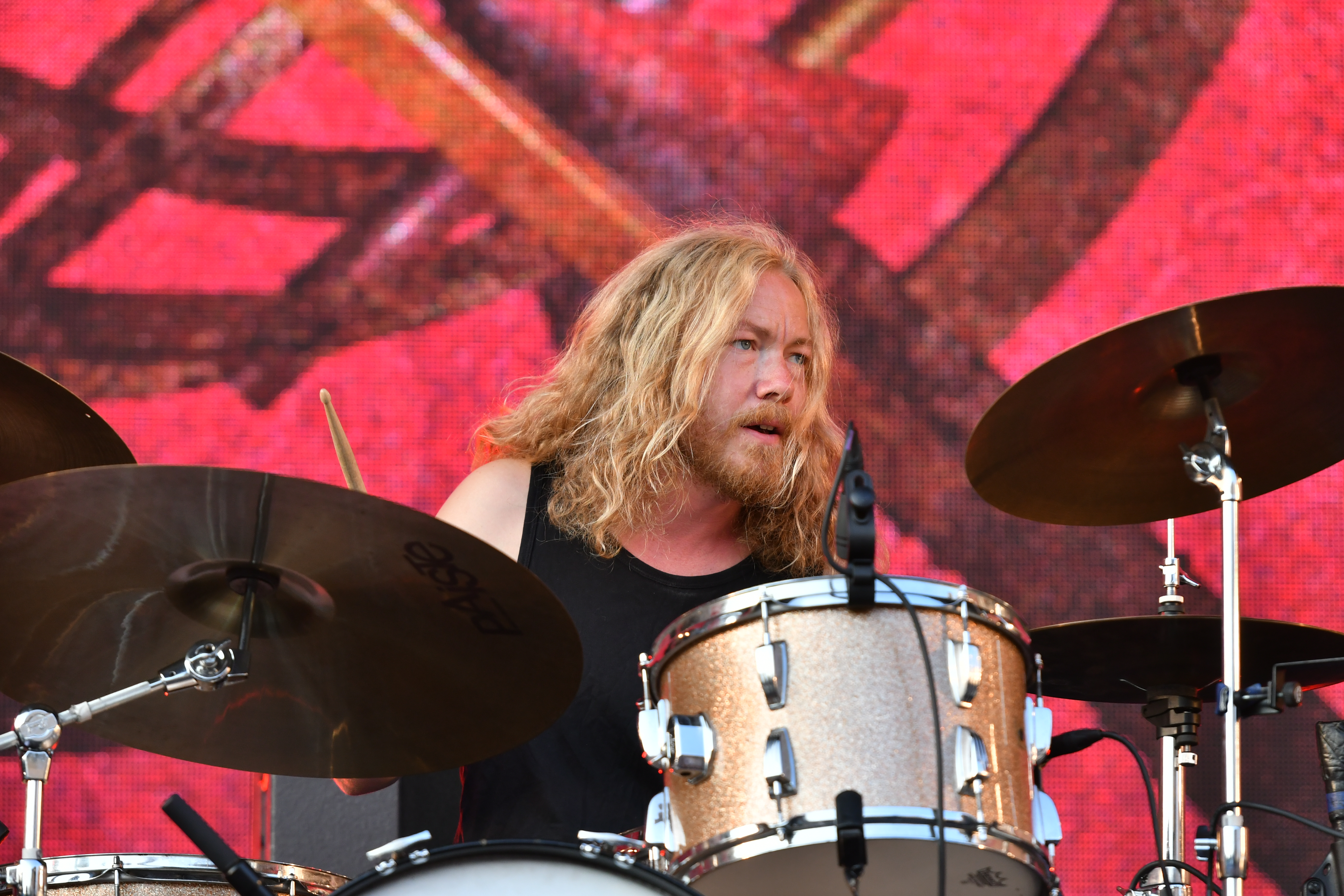
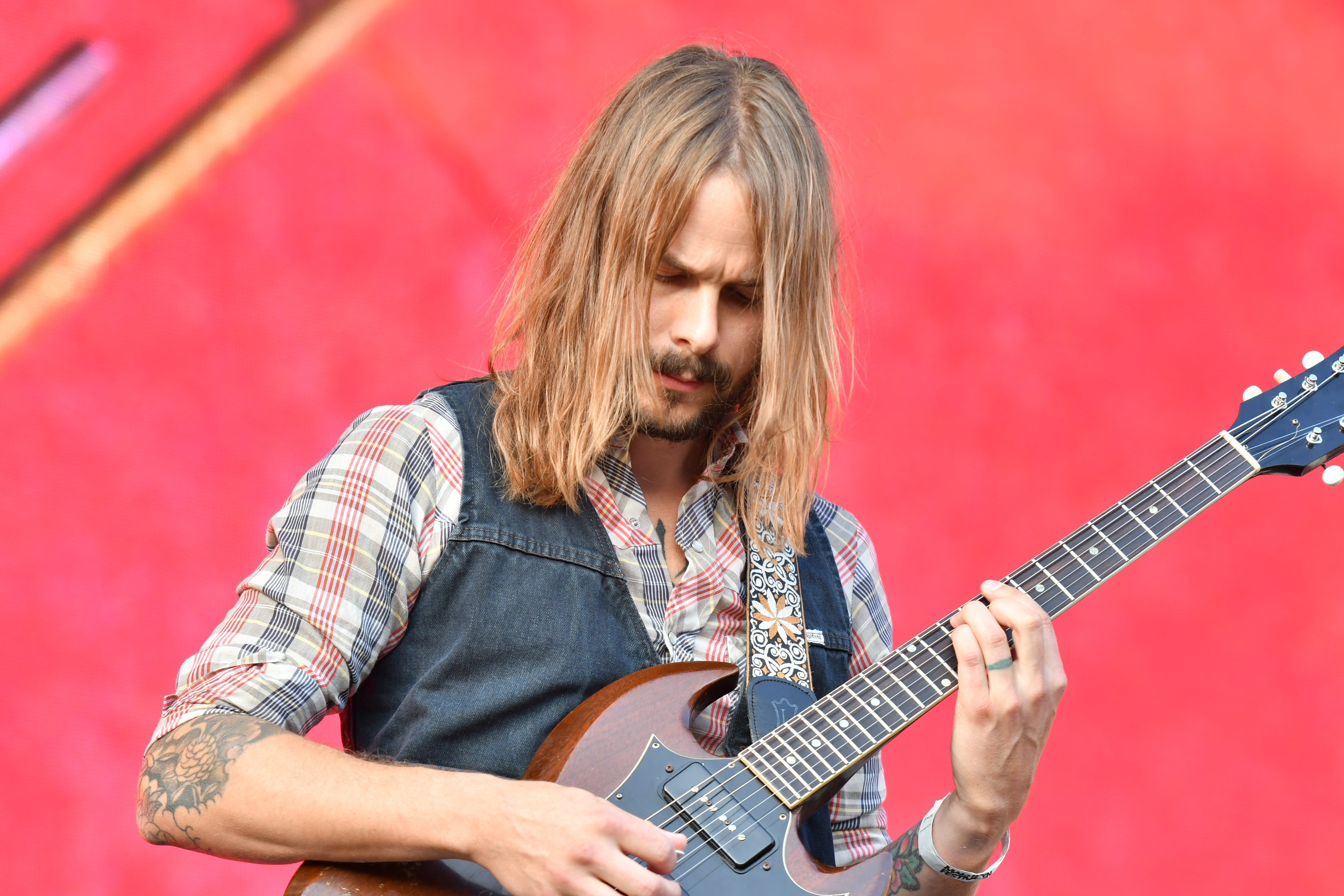
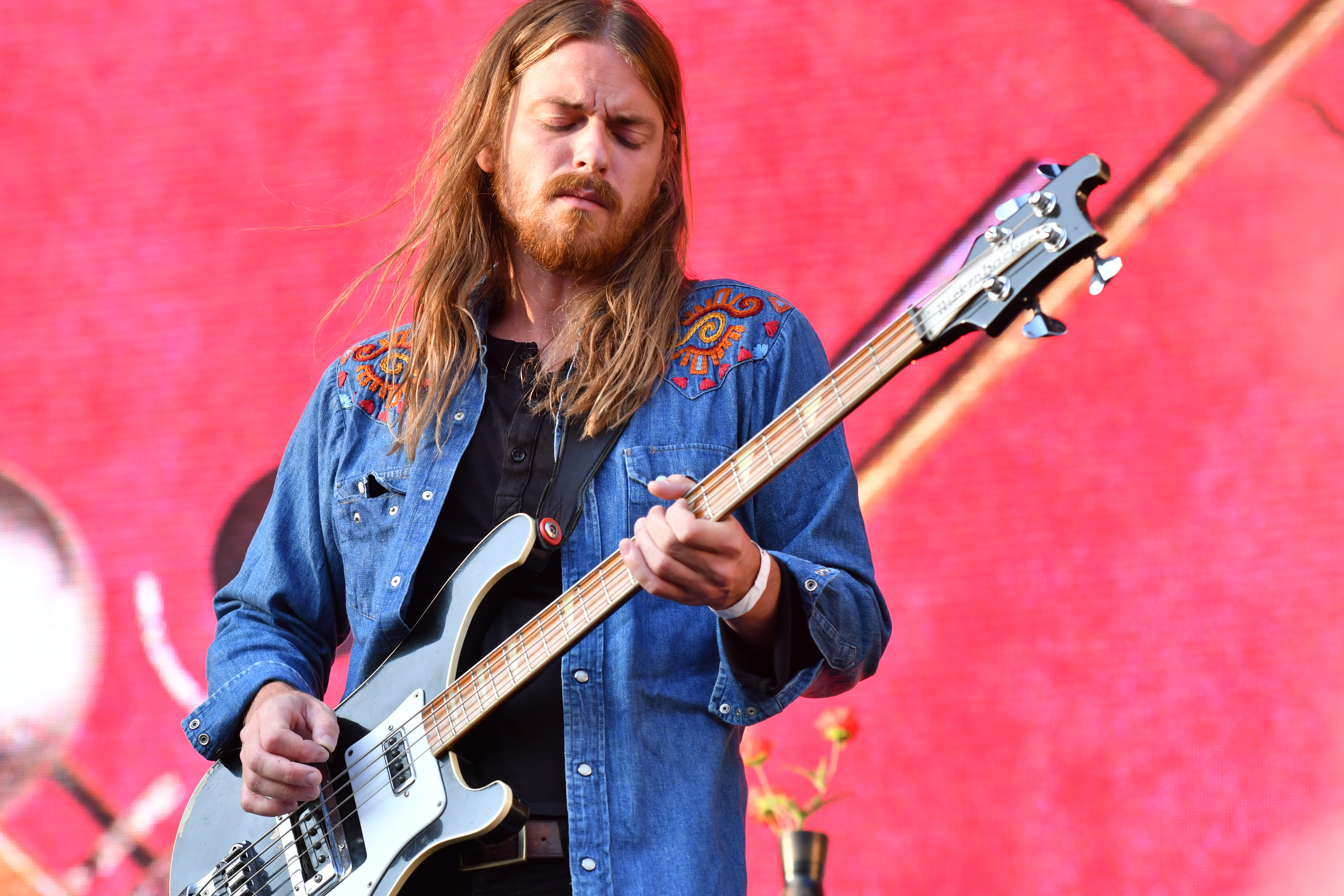
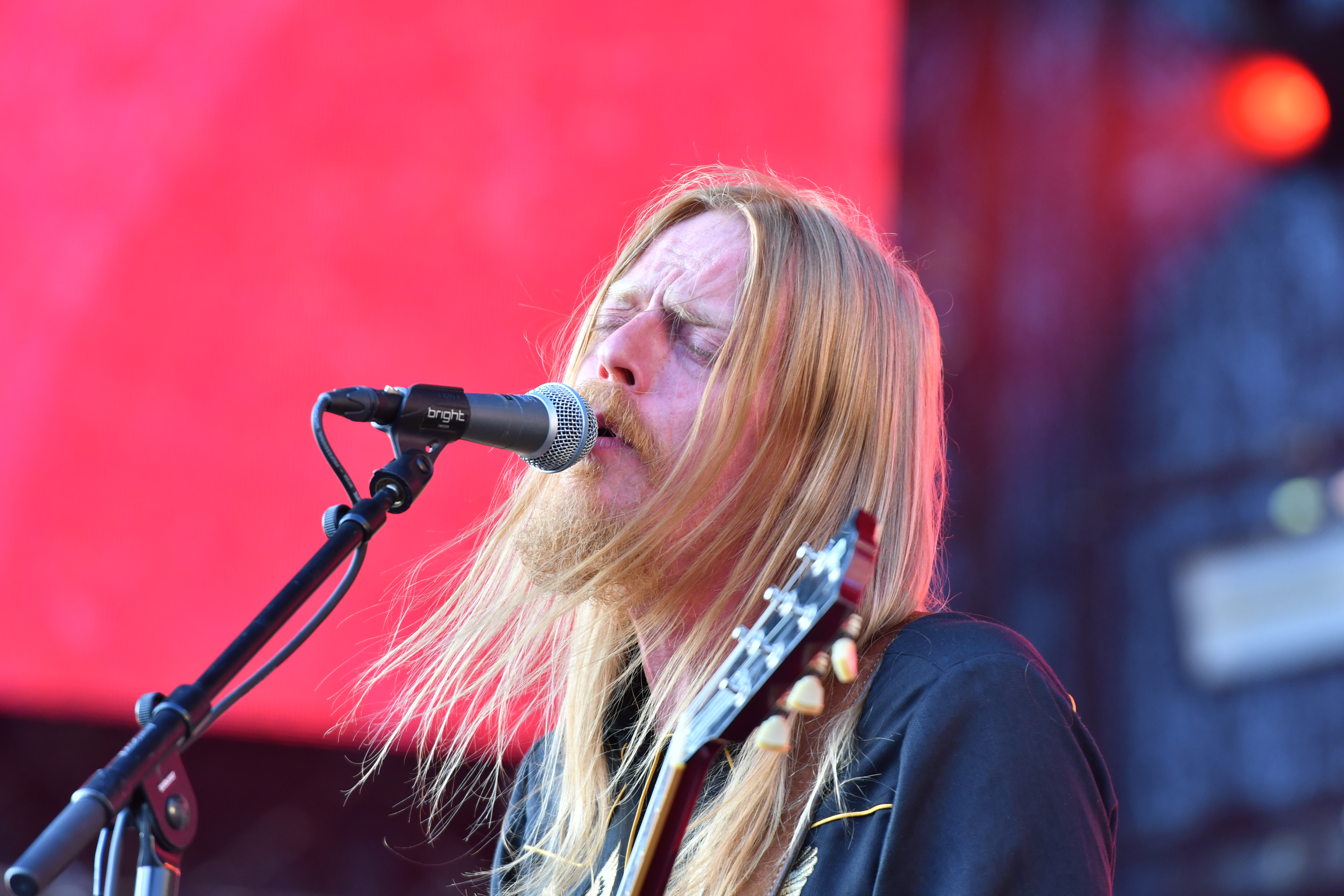

## Diskografi
Studioalbum
- Graveyard CD/LP, (10 september 2007) Transubstans Records / (19 februari 2008) TeePee Records)
- Hisingen Blues CD/LP, (25 mars 2011) (Europa) / (19 april 2011) (Nordamerika) Nuclear Blast Records (global)
- Lights Out CD/LP, (26 oktober 2012 (24 oktober digitalt)) (Europa) / (6 november 2012) (Nordamerika) Nuclear Blast Records (global)
- Innocence & Decadence CD/LP, (25 september 2015) (Nuclear Blast Records)
- Peace CD/LP, (25 maj 2018) (Nuclear Blast Records)

Singlar
- "Antler Wings" / "As Years Pass By, the Hours Bend" (delad 7" vinyl: Ancestors /Graveyard) (Volcom Entertainment) (2009)
- "Hisingen Blues" / "Granny & Davis" (2011) (Stranded Rekords)
- "Goliath" / "Leaving You" (2012) (Nuclear Blast)